# Kohlenstoff-Effizienz
Der Begriff Kohlenstoff-Effizienz wird meist bei der Umwandlung von organischem Material (Biomasse) zu Brennstoffen oder Energieträgern verwendet. Die Kohlenstoff-Effizienz ist als Quotient aus der eingesetzten Kohlenstoffmenge und verfügbaren Kohlenstoff im Produkt definiert:
{\displaystyle \eta _{\mathrm {C} }={\frac {n(\mathrm {C_{Produkt}} )}{n(\mathrm {C_{Edukt}} )}}}
Der nicht umgesetzte Kohlenstoff entweicht meist als Kohlendioxid, Kohlenmonoxid oder Methan in die Atmosphäre. Mit der hydrothermalen Karbonisierung wird versucht Biomasse mit einer möglichst hohe Kohlenstoff-Effizienz zu Kohle umzusetzen.

## Beispiele
| Verfahren                                               | Kohlenstoff-Effizienz |
| ------------------------------------------------------- | --------------------- |
| Alkoholische Gärung von Biomasse zu Ethanol             | ca. 66 %              |
| Anaerobe Umwandlung von Glucose oder Biomasse zu Biogas | ca. 50 %              |
| Holzverkohlung                                          | ca. 30 %              |
| hydrothermale Karbonisierung von Biomasse               | 100 %                 |
| Kompostierung                                           | 5–20 %                |
| Pyrolyse von Biomasse                                   | ca. 60 %              |
| Zucker zu TMD, HMO, oder ETE                            | 65–80 %               |